# Amphiporus paulinus
Amphiporus paulinus är en djurart som tillhör fylumet slemmaskar, och som beskrevs av Punnett 1901. Amphiporus paulinus ingår i släktet Amphiporus och familjen Amphiporidae. Inga underarter finns listade i Catalogue of Life.